# Elcrodat
Elcrodat bezeichnet eine Gruppe von in Europa verbreiteten Kryptosystemen der Firma Rohde & Schwarz SIT. Die System wurde ursprünglich von Siemens (ICM) und der Bosch Telecom (ANT) entwickelt und 2001 von Rohde & Schwarz SIT übernommen.
Das System Elcrodat 6-2 wurde vom BSI zur verschlüsselten Übertragung von Sprache, Daten, ISDN-Fax und Videokonferenzen bis zur Geheimhaltungsstufe Streng geheim zugelassen. Es verwendet eine Hybride Verschlüsselungstechnik, bestehend aus symmetrischer und asymmetrischer Verschlüsselung. Zur Verschlüsselung der Nutzdaten wird ein proprietäres symmetrisches Verfahren eingesetzt. Schlüsselaustausch und Zertifikatsmanagement verwenden ein asymmetrisches Verfahren.
Das Elcrodat 6-2 ist unter Beachtung anderer Sicherheitsrichtlinien für die Übertragung von Verschlusssachen aller nationalen Geheimhaltungsgrade der Bundesrepublik Deutschland zugelassen. Das Kryptosystem wird von allen deutschen Sicherheitsbehörden eingesetzt. Der Informationsverbund Berlin-Bonn sowie die NATO und die Europäische Union nutzen Elcrodat ebenfalls.
Im Zusammenhang mit den Ermittlungen gegen den mutmaßlichen russischen Spion Herman Simm wird nach einem Bericht des Spiegel untersucht, ob dieser Dokumente über die Funktionsweise von Elcrodat an den russischen Geheimdienst weitergeleitet hat.